# ناو آرماندو دیاز
ناو آرماندو دیاز (به انگلیسی: Italian cruiser Armando Diaz) یک زیردریایی بود که طول آن ۱۶۹٫۳ متر (۵۵۵ فوت ۵ اینچ) بود. این زیردریایی در سال ۱۹۳۲ ساخته شد.